# Einankerumformer

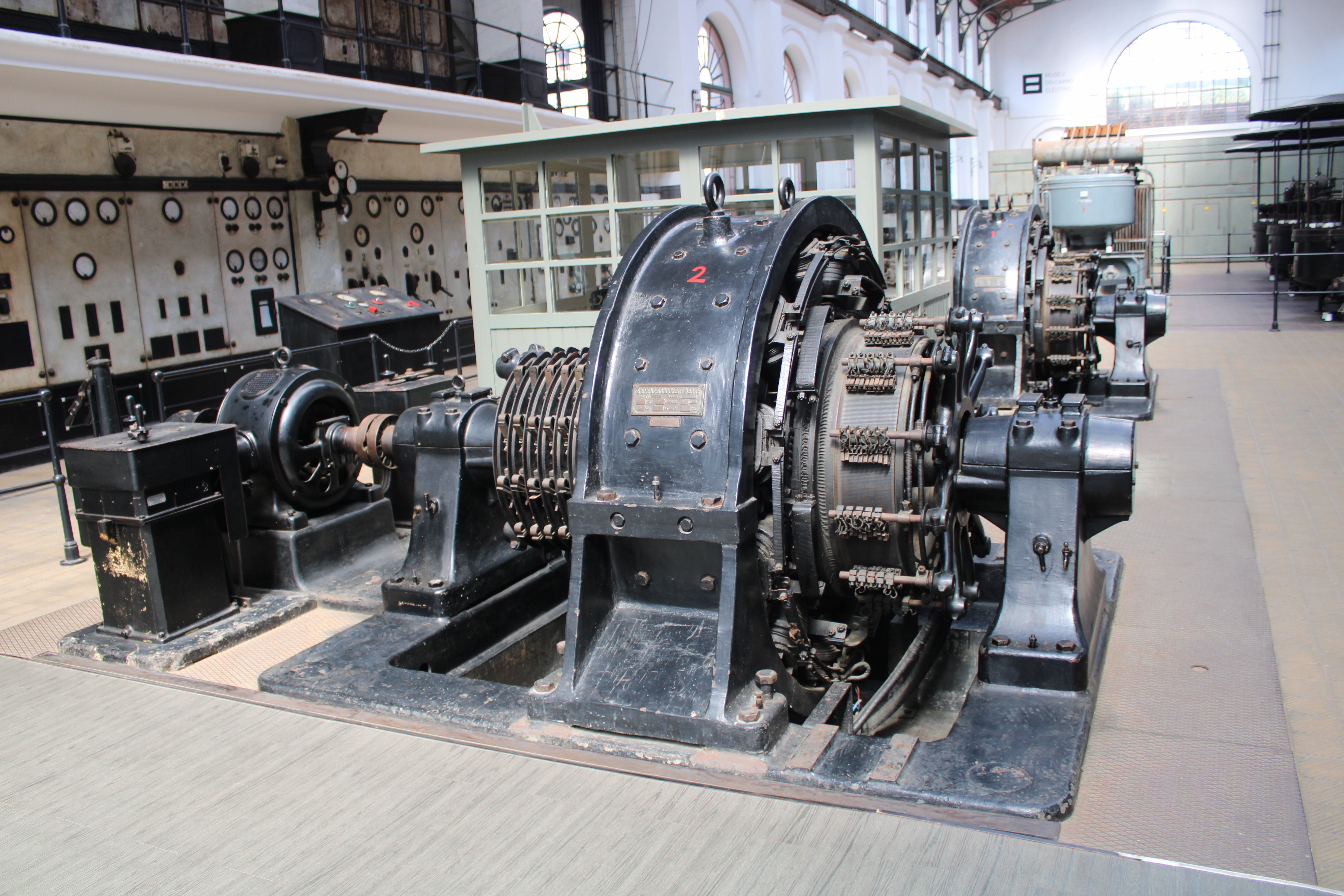
Einankerumformer zur elektrischen Versorgung eines historischen Straßenbahnnetzes mit Gleichspannung

Ein Einankerumformer ist in der elektrischen Energietechnik eine spezielle Bauart eines Umformers und eine historische rotierende elektrische Maschine, die eine Stromart durch eine mechanische Rotationsbewegung in eine andere überführt. Beispielsweise wird Gleichspannung in Wechselspannung oder Dreiphasenwechselspannung in Gleichspannung überführt. Im Gegensatz zu den Umformern, welche aus zwei mechanisch gekoppelten elektrischen Maschinen bestehen, einem Motor als Antrieb und einem Generator zur Stromgewinnung, fasst ein Einankerumformer die beiden Funktionen des Motors und des Generators in einer Einheit untrennbar zusammen.
Einankerumformer waren vor allem Anfang des 20. Jahrhunderts im Rahmen der beginnenden Elektrifizierung im Einsatz und sind nur noch von historischem Interesse. Sie wurden durch Stromrichter bzw. Umrichter, elektronische Baugruppen mit einer identen Funktion, vollständig abgelöst.
Historische Anwendungsbereiche waren unter anderem Gleichrichterstationen für die Stromversorgung von elektrischen Straßenbahnen, welche üblicherweise mit einer Gleichspannung von rund 600 V betrieben werden. Kleinere Bauarten wurden im Bereich der Fernmeldetechnik zur Erzeugung von Kleinspannungen mit geringer Leistung für Signalisierungszwecke eingesetzt, beispielsweise in analogen Vermittlungsstellen die Ruf- und Signalmaschine, welche aus der Zentralbatterie mit 60 V Gleichspannung die Rufwechselspannung mit 25 Hz erzeugt. Ein weiterer historischer Anwendungsbereich bestand in Städten und Siedlungen mit einer Gleichspannungsversorgung bis in die 1950er Jahre hinein, um die Nennspannung von 110 V oder 220 V auf niedrige Spannungen umzuformen.

## Beschreibung

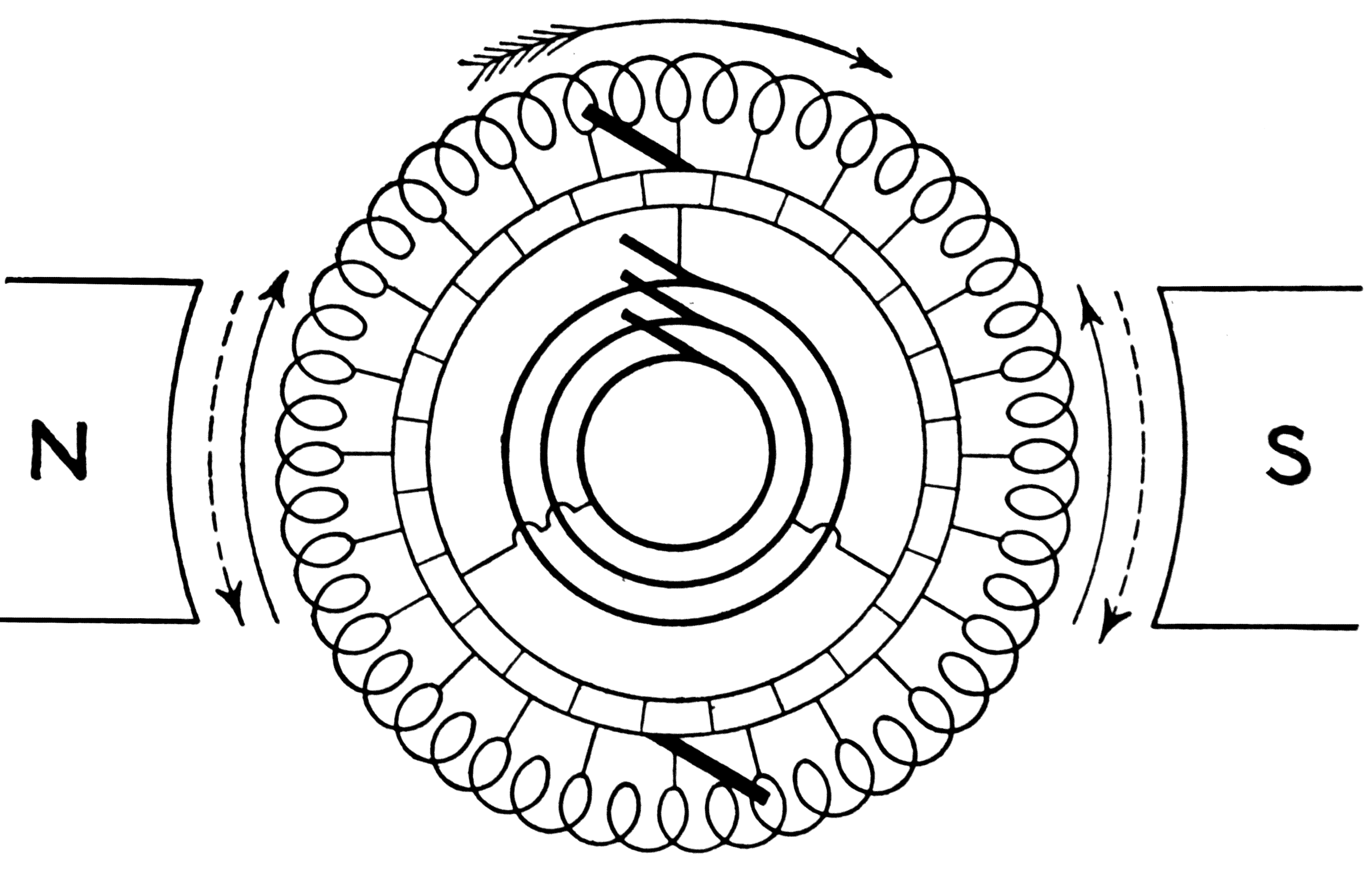
Prinzipaufbau eines Einankerumformers für Dreiphasenwechselspannung

Im Aufbau besteht der Einankerumformer aus einem zentralen Anker (Rotor), welcher im Regelfall auf beiden Seiten der Welle elektrische Anschlüsse aufweist. Auf einer Seite, der Wechselspannungsseite, ist eine Anzahl von Schleifringen mit Kohlebürsten vorgesehen, welche die ein- oder mehrphasige Wechselspannung auf die elektrischen Wicklungen am Anker übertragt. Auf der anderen Seite befindet sich auf der Welle ein Kommutator, welche eine geradzahlige Anzahl von Kohlebürsten für den Abgriff der Gleichspannung aufweist. Der zentrale Anker ist vom Stator umgeben, welcher bei größeren Maschinen die Erregerwicklungen, oder bei kleineren Maschinen Dauermagnete, für die magnetische Erregung enthält.
Die am Anker angebrachte Ankerwicklung wird von beiden Seiten, von der Wechselspannungsseite über die Schleifringe und von der Gleichspannungsseite vom Kommutator, kontaktiert wie in nebenstehender Skizze als Schnittdarstellung durch den Anker dargestellt. Im Zentrum der Skizze befinden sich die drei Schleifringe für die Zuführung über Bürsten der Dreiphasenwechselspannung, umgeben vom Kommutator mit den beiden Bürsten für Gleichspannungsabgriff und am Außenumfang befindet sich die Ankerwicklung. Der Stator für die magnetische Erregung ist durch die zwei Magnetpole N und S stilisiert.
Der im Betrieb wesentliche Unterschied zu den Umformersätzen, welche aus einem nur mechanisch über die Welle verbundenen und elektrisch getrennten Elektromotor und einem elektrischen Generator bestehen, erfolgt beim Einankerumformer die Leistungsübertragung nur zu einem kleinen Teil über die mechanische Rotationsbewegung, sondern wesentlich durch die direkte elektrische Verbindung über die gemeinsame Ankerwicklung. Während der kompakte Aufbau einen Vorteil gegenüber dem Maschinensatz aus getrenntem Motor und Generator darstellt, ist der Nachteil, dass eine starke Kopplung und Rückwirkung zwischen der Gleichspannungs- und Wechselspannungseite besteht, was insbesondere im Fehlerfall wie bei einem elektrischen Kurzschluss zu beachten ist. Weiters ist die Gleichspannungsseite mit der Wechselspannungsseite galvanisch verbunden, und die Höhe der Gleich- und Wechselspannung auf beiden Seiten liegt konstruktionsbedingt in derselben Größenordnung. Bei größeren Spannungsunterschieden ist auf der Wechselspannungsseite zusätzlich ein Leistungstransformator nötig.
Der Einankerumformer kann wahlweise Leistung von der Wechselspannungsseite zur Gleichspannungsseite oder umgekehrt transportieren. Problematisch dabei ist das Anlaufen von der Wechselspannungsseite aus, da sie einen Synchronmotor darstellt und ohne zusätzliche Maßnahmen der Selbstanlauf eines Synchronmotors nicht gewährleistet ist. Als Abhilfe wird dazu entweder ein zusätzlicher Asynchronmotor auf die Welle montiert, welcher das Anlaufen auf synchrone Drehzahl gewährleistet, oder bei einer mehrphasigen Wechselspannung durch zusätzlich angebrachte Dämpferwicklungen, welche ein Anlaufen des Umformers als Asynchronmotor erlauben.